# Estádio Olímpico de Susa
O Estádio Olímpico de Susa (em francês: Stade Olympique de Sousse) é um estádio multiuso localizado na cidade de Susa, na Tunísia. Inaugurado em 1973, é utilizado pprincipalmente para competições de futebol, sendo oficialmente a casa onde o Étoile du Sahel, tradicional clube tunisiano, manda seus jogos oficiais por competições nacionais. 
O estádio foi também uma das sedes oficiais do Campeonato Africano das Nações de 2004, tendo abrigado jogos da fase de grupos e também uma partida válida pelas semifinais da competição. Sua capacidade máxima é de 28 000 espectadores.